# جزایر چنل (کالیفرنیا)
جزایر چنل (به انگلیسی: Channel Islands) یک مجمع‌الجزایر در ایالات متحده آمریکا است که در کالیفرنیا واقع شده‌است. جزایر چنل ۴٬۶۰۳ نفر جمعیت دارد.